# 硝基苯甲醛
硝基苯甲醛（化学式：C7H5NO3）可以指以下三种同分异构体：
- 2-硝基苯甲醛
- 3-硝基苯甲醛
- 4-硝基苯甲醛

|  | 这个同类索引页列出了具有相同或相似标题的化学条目。 除非您是有意链接至本页，否则应将相应条目的内部链接指向正确的条目。 |